# 水素吸蔵合金
水素には自由電子を伴う金属結合内に容易に侵入する性質がある。その結果、全ての金属は水素の溶存や侵入により、凝固時に気泡の混入や強度の劣化問題(水素脆性)という性質が知られている。この現象に対して金属加工メーカーではそれぞれ水素除去の対策がなされている。この水素が金属に侵入し蓄積し易い性質を利用し、合金の組成を最適化して水素の貯蔵を目的とした水素吸蔵合金（すいそきゅうぞうごうきん、hydrogen absorbing alloy）が開発された。水素貯蔵合金とも呼ばれる。※(水素吸蔵合金はタンクの様な出し入れの容易さはなく、開発された合金の多くが水素取出し困難か一部のみ取出し可能であり、金属の質量も伴う為、実用化には多くの問題が存在する。)

## 歴史
金属が水素を取り込む現象は古くから知られていた。例えば、酸性の溶液内の鋼が急激に割れてしまうことがあるが、これは溶液中の水素イオンが鋼中に侵入し、鋼を脆化させることに起因する（水素脆化）。
このような現象を積極的に水素貯蔵に用いる研究は、1960年代のアメリカ・オークリッジ国立研究所の J.J.Reilly らによって始められた。彼は現在の水素吸蔵合金の基礎となっているマグネシウム基合金やバナジウム基合金が水素吸蔵放出を行うこと、さらに合金組成を制御することでその特性が変わることを実験により証明した。
Reilly 以後も、気体水素貯蔵、ヒートポンプ、高効率電池などの観点から水素吸蔵合金の開発は進められており、特に日本においては、通商産業省（現経済産業省）とその外郭団体であるNEDOが主導となって進められた開発プロジェクトであるサンシャイン計画やWE-NETにより開発が進み、現在世界でもトップレベルの開発水準を維持している。

## 反応
MH合金 (M) は水素ガス (H2) と次の式の可逆反応をして金属水素化合物 (MHx) を形成する。
{\displaystyle {\frac {2}{\it {x}}}{M}+H_{2}\rightleftharpoons {\frac {2}{\it {x}}}M{H_{x}}+Q}
式の反応の均衡状態では、水素圧 (P) とMH合金の温度 (T) との間には、一定の温度範囲で Van't Hoff の式が近似的に成り立つ。
{\displaystyle \Delta H^{\circ }}： 標準エンタルピ変化
{\displaystyle \Delta S^{\circ }}： 標準エントロピ変化
{\displaystyle \ R} ： 気体定数
のとき、
{\displaystyle {\rm {In}}P={\frac {\Delta H^{\circ }}{R}}\cdot {\frac {1}{T}}-{\frac {\Delta S^{\circ }}{R}}}
となる。
この反応は極めて早く、反応熱の除去および供給が必要となる。なお、実際には反応を繰り返す事でMH合金は、数ミクロン単位まで微粉化するため熱伝導速度は低下する。

## 原理
水素吸蔵合金の原理は固溶現象と化学的結合の二つに大別される。
水素の吸蔵と放出を両立させるためには、まず結晶構造中に水素の入れる空隙があり、その位置で水素原子がある程度安定に存在することができ、なおかつその位置から水素が動けなければ（出られなければ）ならない。これらの観点から合金の結晶構造、ならびに電子状態を最適化するために、比較的空隙の多い結晶構造をもち、なおかつ触媒作用を持つような元素を含む合金が各種開発されている。

### 固溶現象
固溶現象とは、固体結晶中に他の元素が入り込み、結晶を構成する原子の間、あるいは結晶を構成する原子と置き換わるかたちで安定な位置を占めることを指す。特に前者を侵入型固溶、後者を置換型固溶と称するが、水素吸蔵合金の場合は、水素と合金で前者の侵入型固溶体を形成させる。

### 化学的結合
化学的結合とは、実際に合金中の元素が水素と化合することを意味する。たとえばマグネシウムは、水素と MgH2 という化合物をつくる。この反応が完全に進行すると、マグネシウムはその重量の7.6%もの水素を吸蔵する計算になる。しかし化学的結合は固溶などと比較してその結合が安定であるため、適当な条件でその結合を切るための触媒、あるいは結晶構造が要求される。

## 種類
現在知られている水素吸蔵合金は以下のようなものがある。
AB2型
チタン、マンガン、ジルコニウム、ニッケルなどの遷移元素の合金をベースとしたもの。結晶はラーベス相と呼ばれる六方晶ベースの構造をもつ。水素密度が高く容量を上げることが可能だが、容量の大きい合金になるほど活性化が困難という欠点がある。
AB5型
希土類元素、ニオブ、ジルコニウム1に対して触媒効果を持つ遷移元素（ニッケル、コバルト、アルミニウムなど）5を含む合金をベースとしたもの（LaNi5、ReNi5 などが代表）。初期段階からの水素化反応が容易だが、希土類元素やコバルトを含むため高価なのが難点。ただし、精製されていない希土類元素（ミッシュメタル）を使うことで問題を回避するなどの研究が進んでいる。
Ti-Fe系
比較的空隙の多い体心立方晶の金属間化合物をなすこの系をベースにしたもの。
V系
バナジウムは水素と効率よく反応することが知られており、これをベースとした比較的空隙の多い体心立方晶の合金が各種研究されている。
Mg合金
マグネシウムは7.6 wt%もの水素を吸蔵するが、水素化マグネシウムが比較的安定であるために、これを不安定化する触媒元素との合金が各種研究されている。
Pd系
パラジウムは自分の体積の935倍もの水素を吸蔵するが、高価なのが難点。
Ca系合金
水素との親和力が強いカルシウムと遷移元素（ニッケルなど）の合金が中心。

## 利点と欠点

### 利点
水素吸蔵合金中で、水素は結晶構造にならい規則的に配置される。このため、気体と比較して極めて高い水素充填密度を実現することができる。また、水素放出が比較的穏和に行われるため、急激な水素漏れによる事故の発生も防止できる。さらには溶液中で電気化学的水素吸蔵が起こることを利用して、高効率二次電池の電極としても使用できる。

### 欠点
V系合金やMg基合金以外は重く、車載などの目的には適さない。また、水素吸蔵放出の過程で反応に伴う熱の出入りがあり、これを積極的に活用した例（ヒートポンプなど）もあるものの、水素吸蔵放出時の伝熱効率の向上が未だ問題点として存在する。さらには、合金に使用される希土類元素や触媒元素が高価、かつ資源量に乏しいこと、リサイクルが容易でない、水素吸蔵放出を繰り返すと脆化して（水素脆化）吸蔵率が低下するなどの問題がある。

## 応用例
- ニッケル・水素充電池
- 水素自動車、燃料電池自動車の燃料タンク
- 中性子線シールド - 主に水やコンクリートが使用できない部分に用いられる。吸蔵した水素分子に中性子を吸収・散乱させることで遮蔽する。
- ヒートポンプ - 水素を出し入れする時の吸熱、発熱を利用する。
- 琺瑯の下地金属 - 水素を吸蔵できない金属を琺瑯にすると欠陥が出やすいため、釉薬をかける前の下地に水素吸蔵合金を用いる。
- アクチュエータ - 水素の吸蔵・放出によりピストンを駆動する。車椅子の座面昇降ユニットや移乗介助装置の動力源として福祉分野で実用化されている[9]。
- 水素純化 - メタノール等の炭化水素系燃料を改質して水素を得る際、副生する一酸化炭素や水蒸気により触媒が被毒して活性が下がるのを防ぐために、水素と水蒸気、一酸化炭素の混合ガスから水素だけを透過・分離して水素の純度を高めるのに用いる。

また、一部の水素吸蔵合金は水素吸蔵時と放出時で光学的特性が変わるため、ガラス上にそれらの合金を蒸着し、水溶液などで水素を供給することにより反射率を変化させる「スイッチャブル・ミラー」なども研究されている。